# Змееяды (род)
Змееяды (лат. Circaetus) — род хищных птиц подсемейства змееядов семейства ястребиных. Обитают в Африке, Европе и Азии. Питаются змеями, ящерицами, реже мелкими позвоночными и насекомыми. Обыкновенный змееяд (Circaetus gallicus) встречается в лесной и лесостепной зонах европейской части России, в азиатской части России, на границе с Казахстаном, и на Кавказе. В умеренном климате — перелётные птицы, зиму проводят в Африке к югу от Сахары. Занесён в Красную книгу России. Circaetus beaudouini и чёрный змееяд (Circaetus pectoralis) имеют сходство в окраске оперения с неродственными хищными птицами с аллопатрическим распространением, например, с длиннокрылым лунем из Южной Америки.

## Виды
В состав рода включают шесть видов:
- Circaetus beaudouini
- Circaetus cinerascens — Полосатый змееяд
- Circaetus cinereus — Бурый змееяд
- Circaetus fasciolatus — Серогрудый змееяд
- Circaetus gallicus — Обыкновенный змееяд
- Circaetus pectoralis — чёрный змееяд